# خالد بن حسين
خالد بن حسين (22 مايو1970 -)، مغني وممثل كويتي. قدم العديد من الأغاني المنفردة. واشتهر بعد بتقديم أغنية «تو النهار».

## حياته ومشواره الفني
بدأ حياته كلاعب كرة يد، ولكنه ترك الرياضة لحبه الشديد للفن، انضم لفرقة البدور عام 1986 ، ولكنه تركها في عام 1989 عندما بدأ في الغناء بمفرده، أصدر أول أغنية له في ألبوم منوعات. أصدر في خلال مدة قصيرة ألبومين، ولكن الألبوم الثالث هو الذي حقق شهرته في الوطن العربي، وواصل نجاحاته، حتى أصدر خمس ألبومات. 
شارك في العديد من المهرجانات في جميع أنحاء العالم، وفي عام 1997 حصل على المركز الأول على مستوى 54 دولة في مهرجان الأغنية العربية في مصر 

### حياته الأسرية
متزوج ولديه خمسة أبناء شوق، فهد، موضي، فيصل، فواز

## أعماله

### ألبومات[3]
- (1996): يا خوفي
- (1997): خلوني
- (2000): تضحك لهم
- (2002): بن حسين
- (2005): يا خالد

### فيديو كليبات
| الأغنية          | المخرج       | المنتج            |
| ---------------- | ------------ | ----------------- |
| آخر بير          | شركة النظائر | أمين الحاج        |
| شكواي لله        | شركة النظائر | محمد سعود المطيري |
| خلوني            | شركة النظائر | نواف سالم الشمري  |
| خوفي             | شركة النظائر | نواف سالم الشمري  |
| اطلب من الله     | شركة النظائر | عادل الخضر        |
| اتقلب            | شركة النظائر | غافل فاضل         |
| حسبي عليك        | شركة النظائر | مدحت الشحات       |
| كنت أحبه         | شركة النظائر | نواف سالم الشمري  |
| ما أعود          | شركة النظائر | محمد حسين المطيري |
| ما بقالي إلا إنت | شركة النظائر | نواف سالم الشمري  |
| تو النهار        | شركة النظائر | نواف سالم الشمري  |
| يا فهد           | شركة النظائر | نواف سالم الشمري  |
| يا شوق           | شركة النظائر | نواف سالم الشمري  |
| مسكين قلبي       | شركة النظائر | محمد سعود المطيري |
| ما نسيته         | روتانا       | محمد حسين المطيري |
| طفل مغرور        | art الموسيقى | وليد ناصيف        |
| يا موضي          | art الموسيقى |                   |
| ما بيك تضحك لهم  | art الموسيقى | يعرب بو رحمة      |
| وحش عيني         | روتانا       | محمد حسين المطيري |
| يا خالد          | روتانا       | عادل سرحان        |
| ما تغير          | روتانا       | عادل سرحان        |

### الأغاني المنفردة
- اتركني
- احبه
- اشر
- أصبح عليا الليل
- اطلب
- بس كلام
- تضحك لهم
- تو النهار
- حاسب الوقت
- حساد وعواذل
- حسافه
- حسودي
- خلوني
- خلوها
- خوفي
- دام ودك
- دروب الحب
- دللتك
- شاكي لله
- شلي جابك
- طفل مغرور
- غيركم
- فيه العجب
- قاضي الحب
- كنت احبه
- ما ابيك
- ما تسوى
- ما تغير
- ما نسيته
- ماتسوى
- ماتقدر
- ماهمني
- مستحيل
- من اليوم
- ناري
- نسيتونا
- وحش عيني
- يا حبيبي
- يا خالد
- يا صاح
- يا عيوني
- ياناس
- كان زمان 2013

### التمثيل
- مسرحية الأميرات الثلاث.
- مسرحية أبو الرؤس الثلاثة.
- مسرحية بيونكيو.
- سهرة الوحل.
- مسرحية روبن هود.
- مسرحية كاسبر.
- مسرحية لاين كنج.
- مسرحية كينغ كونغ والسلاحف.